# Пенгверн
Пенгверн — валлійська держава на території сучасної Великої Британії, що утворилася у другій третині VI століття після послаблення королівства Повіс. Тривалий час воювала проти Мерсії та Нортумбрії. У 656 році зазнало поразки та було підкорено Нортумбрією.

## Історія
На початку ці землі були частиною королівства Повіс. Ймовірно Пенгверн отримав незалежність близько 570 року після смерті Брохвайла Ікластого, короля Повіса. Там став правити хтось із його синів: Маун ап Брохвайл або Іаго ап Брохвайл.
З самого початку вело війну проти англів Мерсії та саксів Вессексу. У 613 році на території Пенгверну, у Кайра-Легіону (сучасного Честера) сталася одна з найкривавіших битв того часу. Об'єднане військо королів Гвінеду, Повіса, Думнонії та Пенгверну було розбите англами під орудою Етельфріта, короля Берніції. У цій битві загинули Маун ап Брохвайл, король Пенгверна, Іаго, король Гвінеду, і Селів, король Повісу.
У 615 або 616 році відбулася битва при Бангорі, в якій Повіс та Пенгверн зазнали поразки від Мерсії. Після цієї поразки Пенгверн фактично розпалася на декілько королівств: Догвейлінг, Кайра-Луіткойт, Кайр-Гурікон, Кайр-Магніс. Кожне з них уклало союзи з Мерсією та Повісом, що забезпечило королівству кілька років спокою.
У 642 році військо Пенгверну долучилося до мерсійського короля Пенди під час війни з королівством Нортумбрія. У битві при Масерфілді було переможено Освальда Нортумбрійського. Посилення Мерсії також сприяло зміцненню Пенгверну, який зумів об'єднатися.
У 656 році проти Пенгверну як союзника Мерсії виступив Освіу, король Нортумбрії. Королівство було підкорено. На сході Пенгверна виникли невеликі англосаксонські королівства Рокенсет і Маґонсете, які в VIII ст. увійшли до складу Мерсії. Західні області Пенгверна приєднано було до Повісу.

## Королі
- Маун ап Брохвайл, 570—613 роки
- Іаго ап Брохвайл, 570—613 роки
- Кіндруїн Великий, 613—620 роки
- Кіндділан, 620—656 роки

## Географія
Охоплювало землі навколо міст Кайра-Луіткойт (сучасний Волл), Кайра-Гурікон (сучасний Роксетер), і Кайра-Магніс (сучасний Кенчестер) в межах сучасного графства Шропшир. Головним було місто Лліс Пенгверн, за яким отримало назву все королівство (сучасний Шрусбері).